# Philemon McCarthy
Philemon McCarthy (Goma, 14 agosto 1983) è un ex calciatore ghanese, di ruolo portiere.